# Tortula amphidiifolia
Tortula amphidiifolia är en bladmossart som beskrevs av Brotherus 1902. Tortula amphidiifolia ingår i släktet tussmossor, och familjen Pottiaceae. Inga underarter finns listade i Catalogue of Life.